# Bosque de Saloya
Bosque de Saloya es una localidad del municipio de Nacajuca ubicado en la subregión centro del estado mexicano de Tabasco.

## Geografía
La localidad de Bosque de Saloya se sitúa en las coordenadas geográficas 18°00′58″N 92°57′29″O / 18.016111, -92.958056, a una elevación de 8 metros sobre el nivel del mar.

## Demografía
Según el Conteo de Población y Vivienda 2020, efectuado por el Instituto Nacional de Estadística y Geografía, la localidad de Bosque de Saloya tiene 9,160 habitantes, de los cuales 4,385 son del sexo masculino y 4,775 del sexo femenino. Su tasa de fecundidad es de 1.83 hijos por mujer y tiene 2,575 viviendas particulares habitadas.
| Gráfica de evolución demográfica de Bosque de Saloya entre 1900 y 2020 |
|                                                                        |
| INEGI.                                                                 |